# EyeOS
eyeOS va ser un entorn d'escriptori web, també conegut Sistema operatiu via web de la generació d'aplicacions de "Cloud Computing". La diferència més important entre l'eyeOS i altres "sistemes operatius Web" era que les versións anteriors a la 2.0 d'aquest es podien descarregar en tant que era programari lliure (llicència AGPL), i permetia a tothom tenir-ne el seu propi servidor.
eyeOS forma part del Web 2.0 i combinava en una pàgina web HTML, PHP, AJAX i JavaScript. Aquest programari permetia que hom pogués veure i editar tots els seus arxius i programes des de qualsevol ordinador amb connexió a Internet i un navegador que complís els estàndards W3C.
Els principals programadors d'aquest sistema operatiu van ser Marc Cercós, Alejandro Fiestas, Pau Garcia-Milà, Daniel Gil i Jose Carlos Norte. El projecte va néixer a Olesa de Montserrat (Baix Llobregat) l'agost del 2005.

## Història
eyeOS va ser un projecte iniciat l'agost del 2005, per un petit grup de joves programadors d'Olesa de Montserrat. Va començar com una simple idea que se'ls havia ocorregut en veure el naixement de diversos serveis d'aquest tipus com Flickr, per a pujar fotos, Del.icio.us, per a emmagatzemar enllaços. Els tres amics havien d'anar a casa de l'altre per fer els seus treballs i usualment s'oblidaven els documents, així se'ls va acudir la idea de tenir tots els fitxers a Internet i així no haver-los de traginar. Van veure llavors que allò podia ser encara més útil i hi van incloure un processador de textos.
Així va sorgir la primera idea, la creació d'un sistema operatiu (que tècnicament no era un sistema operatiu però sí que comptava amb un nucli propi), i el van oferir lliurement perquè qualsevol pogués instal·lar-lo i utilitzar-lo en els seus servidors i Intranets amb Windows.
El març de 2006 van obrir el lloc eyeOS.info, que oferia un servei gratuït en línia basat en el seu programari original fent-lo una adaptació d'aquest per a poder ser utilitzat com un servei en línia des d'un pàgina web, en la qual qualsevol pogués accedir-hi i utilitzar el seu programari com a escriptori virtual en línia, on l'usuari pogués utilitzar els seus paquets d'aplicacions com un legítim sistema operatiu, des de qualsevol part del món i sense instal·lar res addicional.
La idea va ser tot un èxit, car en tan sols dos mesos van obtenir gran acceptació, ja que es van inscriure al servei més de 27.000 usuaris de diferents països com Canadà, França, els Estats Units i inclús països amb règims estrictes que regulen certs serveis d'emmagatzematge com la Xina. Des de llavors, els van ploure col·laboradors, que va crear cents de programaris per a aquest servei i van traduir el servei a més de 30 llengües diferents.
A partir d'aquí van créixer amb força, i van aparèixer altres serveis com eyeLook, que era una comunitat de persones dedicades al disseny i a l'estètica d'aquest projecte amb la intenció de fer més fàcil el seu ús i adaptar-lo a persones amb discapacitats visuals i auditives. L'eyeOS aconseguia, de mitjana, uns 400 usuaris nous cada dia.
El 14 de maig de 2011 van llançar la versió 2.5, l'última versió de programari lliure i la primera amb llicència comercial. L'1 d'abril de 2014 es va anunciar la venda d'EyeOs a Telefónica. EyeOs es va mantenir com a empresa subsidiària i va mantenir la plantilla i la seu a Barcelona. El seu fundador, Pau Garcia-Milà, s'hi va mantenir vinculat de forma externa.
El desembre de 2016, Telefónica va anunciar que tancava el projecte i que distribuiria els diversos desenvolupadors en altres projectes.

## Característiques
L'eyeOS portava un gran nombre d'aplicacions de forma predeterminada, a banda del fet que se'n podien incloure d'altres i, si s'era programador, se'n podien programar de noves.
Els programes predeterminats eren els següents:
- editLink: utilitat per a editar un sistema d'enllaços.
- eyeCalc: calculadora bàsica
- eyeCalendar: gestor de calendari
- eyeChess: joc d'escacs
- eyeContacts: gestor de contactes
- eyeDocs: processador de textos amb compatibilitat amb molts formats com el del Word o el de l'Apache OpenOffice Writer.
- eyeFiles: gestor d'arxius que permet descarregar, pujar, copiar, enganxar, comprimir...
- eyeGroups: gestor de grups d'usuaris.
- eyeInstaller: aplicació per a instal·lar paquets eyePackages al sistema.
- eyeMessages: missatgeria interna.
- eyeMedia: reproductor d'MP3.
- eyeNav: navegador web.
- eyeNotes: processador de textos pla.
- eyeProcess: gestor de processos.
- eyeRSS: lector de subscripcions.
- eyeSoft: sistema basat en ports.
- eyeSync: sincronitzador automàtic del contingut de l'escriptori virtual amb l'ordinador.
- eyeTrash: paperera.
- eyeZip: utilitat per descomprimir arxius ZIP.

### Seguretat
Aquest servei destacava per posseir una fortes mesures de seguretat com l'ús de tallafocs, els formatats mensuals com a mesura preventiva per si s'hi havia infiltrat algun codi maliciós, etc.
Com a mesura preventiva addicional, tota la comunicació que es desenvolupava dins i tots els continguts i fitxers emmagatzemats es xifraven, de tal manera que ni els mateixos administradors podien descobrir-ne el contingut, garantint així el dret a la privadesa de l'usuari.

## Galeria

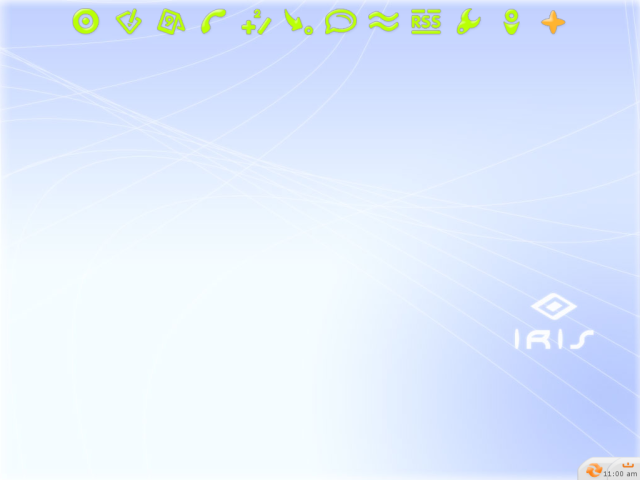
eyeOS 0.9
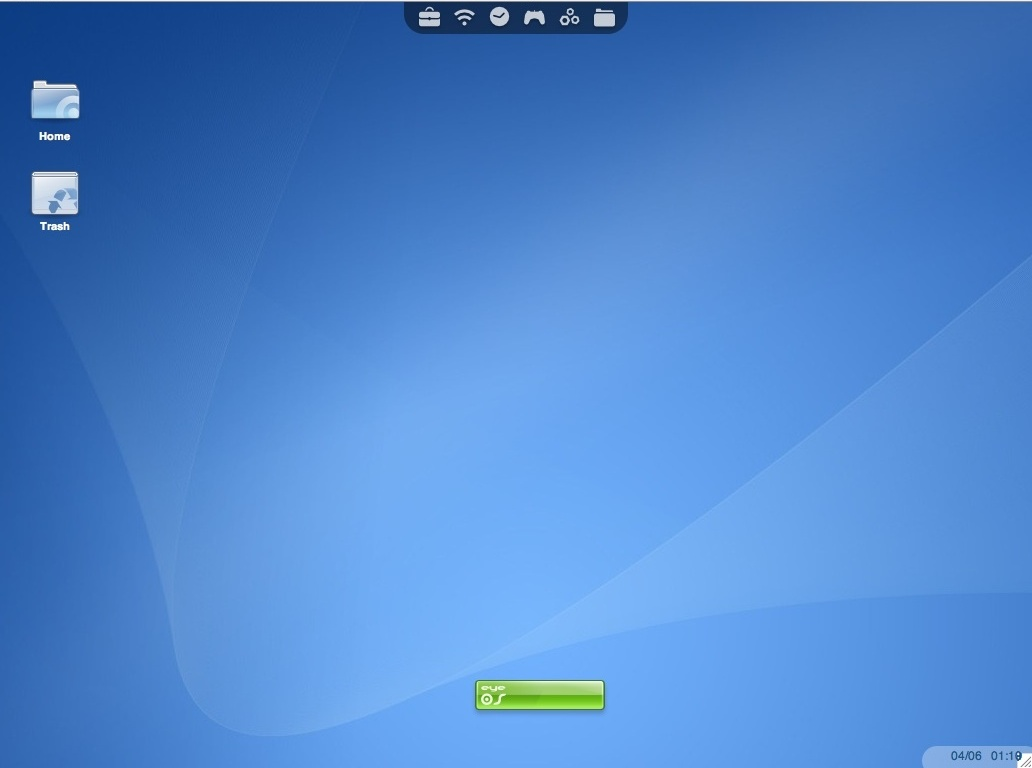
eyeOS 1.0
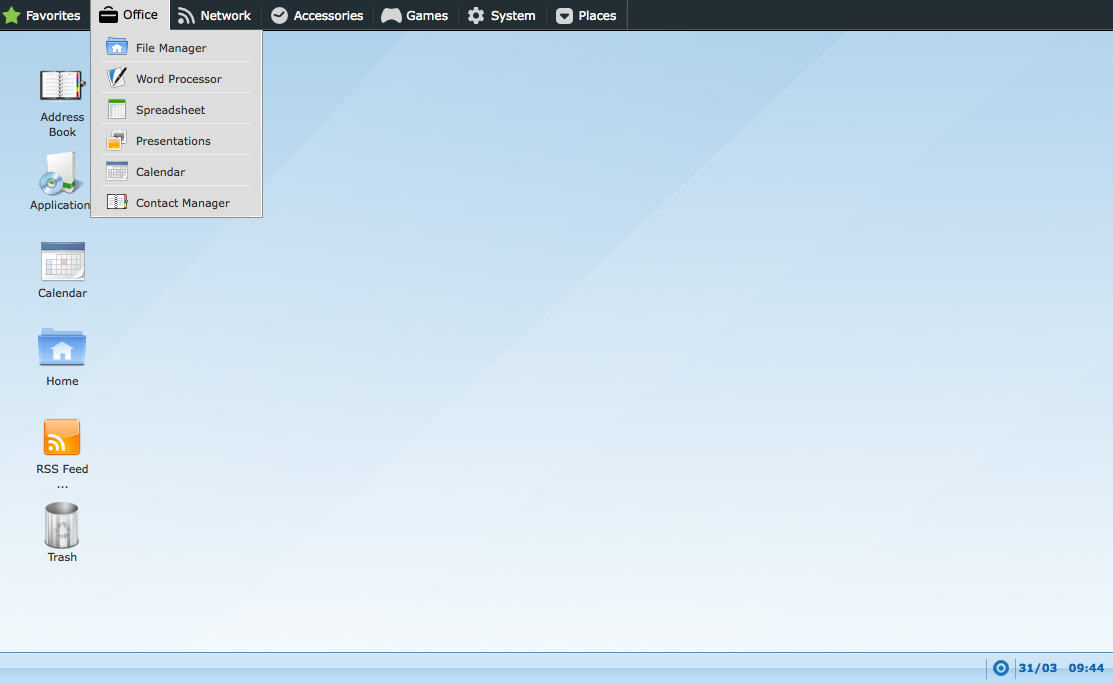
eyeOS 1.8.5
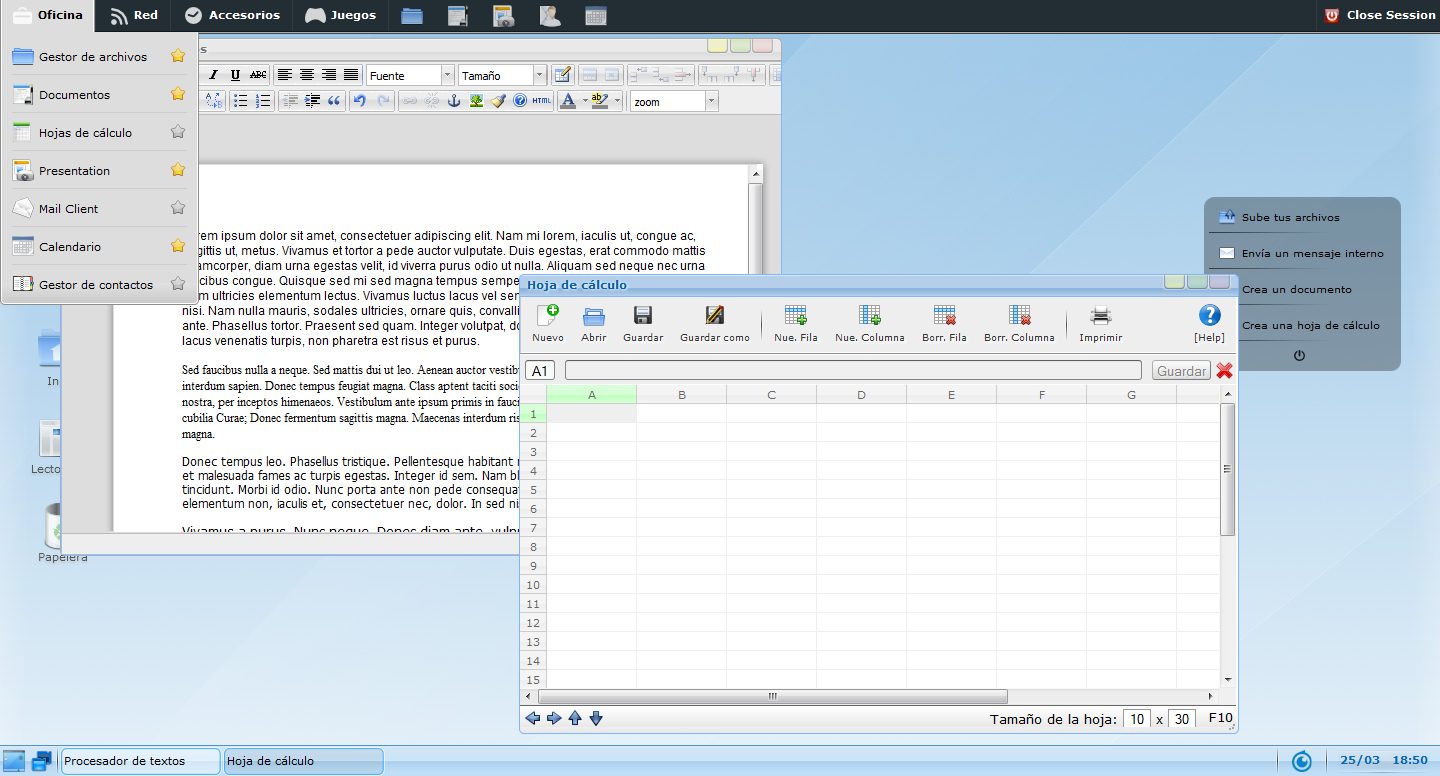
eyeOS 1.9.0.1